# فابیجان بونتیچ
فابیجان بونتیچ (انگلیسی: Fabijan Buntić؛ زادهٔ ۲۴ فوریهٔ ۱۹۹۷) بازیکن فوتبال اهل آلمان است.
از باشگاه‌هایی که در آن بازی کرده‌است می‌توان به باشگاه فوتبال اینگولشتات ۰۴ اشاره کرد.
وی همچنین در تیم‌های ملی فوتبال Croatia national under-18 football team و Croatia national under-19 football team بازی کرده‌است.